# Isabelle Galmiche
Isabelle Galmiche (Ternuay-Melay-et-Saint-Hilaire, França; 19 de novembre de 1971) és una copilot francesa de ral·li. Gràcies a la seva victòria al Ral·li de Monte-Carlo de 2022 junt a Sébastien Loeb, és la primera dona copilot en guanyar un ral·li del Campionat Mundial de Ral·lis des de la victòria de Fabrizia Pons amb Piero Liatti al Ral·li de Monte-Carlo de 1997.

## Trajectòria
Professora de matemàtiques de professió, Galmiche s'inicia com a copilot de ral·lis l'any 1995 pel pilot Laurent Viana, tot i que puntualment també ho fa per altres pilots com Quentin Gilbert o Dominique Rebout.
L'any 2007 disputa per primera vegada una prova del Campionat Mundial de Ral·lis al pendre part del Ral·li de Portugal amb el pilot francès Dominique Rebout amb un Citroën C2 R2.
L'any 2022 es converteix en copilot del campió mundial Sébastien Loeb, qui disputa proves puntuals del Mundial amb l'equip M-Sport. Galmiche substitueix el copilot habitual de Loeb, Daniel Elena, després de la retirada d'aquest. Junt a Loeb, guanya el Ral·li de Monte-Carlo, esdevenint la primera dona en assolir aquesta fita des de 1997.